# Maximilian von Alopeus

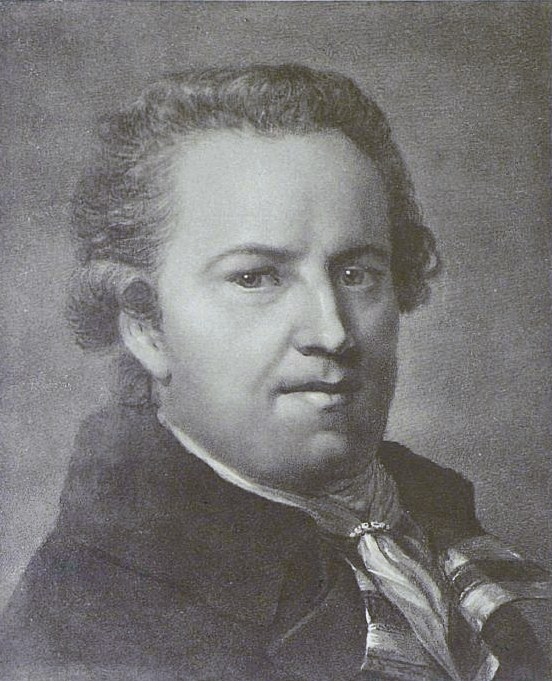
Maximilian von Alopeus

Graf Magnus Maximilian von Alopeus (russisch Максим Максимович Алопеус Maxim Maximowitsch Alopeus; * 21. Januar 1748 in Wyborg, Großfürstentum Finnland; † 16. Mai 1822 in Frankfurt am Main) war ein russischer Diplomat.

## Leben und Wirken
Maximilian von Alopeus wurde 1748 als Sohn des Viborger Archidiakon geboren und war ursprünglich für einen geistlichen Beruf bestimmt. Er studierte Theologie bis März 1764 an der Akademie zu Åbo und bis August 1766 an der Universität zu Göttingen.
Durch Zureden des damaligen russischen Gesandten in Schweden, Graf Nikita Iwanowitsch Panin (1718–1783), ging er 1768 in den auswärtigen Dienst des Zarenreichs. Von Iwan Andrejewitsch Osterman (1725–1811) gefördert, stieg er in Sankt Petersburg schnell in höhere Ämter auf und wurde bald zum Direktor der Reichskanzlei ernannt.
1783 war Alopeus Gesandter beim Hochstift Lübeck in Eutin, im Juni 1789 wurde er von Kaiserin Katharina II. zum bevollmächtigter Minister und außerordentlichen Gesandten am preußischen Hof in Berlin ernannt, einen Posten, den er bis April 1796 und von Dezember 1802 bis November 1806 innehatte. Er gewann das Wohlwollen des preußischen Königs Friedrich Wilhelm II. und begleitete den König u. a. auch auf einer Reise in die Champagne. Als Preußen sich durch den Frieden von Basel 1795 von der Koalition trennte, reiste Alopeus 1796 aus Berlin ab. Im gleichen Jahr zum Staatsrat ernannt, bekleidete er darauf den Posten des russischen Gesandten beim immerwährenden Reichstag in Regensburg, bis er 1802 als Botschafter nach Berlin zurückkehrte. Die erneute Annäherung zwischen Russland und Preußen gehen zu einem nicht unerheblichen Anteil auf seine Person zurück.
Im Dezember 1806 wurde er russischer Gesandter am Hof von St. James in London. Er unterhandelte vergeblich mit dem englischen Ministerium, bis der Frieden von Tilsit seine Mission im Vereinigten Königreich 1809 beendete. Alopeus war 1818 Teilnehmer am Aachener Kongress, ging bald darauf in den Ruhestand und lebte einige Jahre in Süddeutschland. Er starb 1822 im Alter von 74 Jahren in Frankfurt am Main.
Alopeus war zweimal verheiratet. Aus seiner ersten Ehe mit Friederike Wilhelmine Henriette Antoinette von Quast (1765–1797) stammte seine Tochter Natalie (1796–1823), die später den russischen General Konstantin von Benckendorff heiratete. 1799 heiratete der verwitwete Alopeus Luise Charlotte Auguste von Veltheim (1768–1851). Sein jüngerer Bruder David Alopaeus folgte seiner diplomatischen Karriere.

## Ehrungen und Mitgliedschaften
- 1768: Königlich Deutsche Gesellschaft zu Göttingen
- 1769: Ordensmeister des Concordien-Ordens (C.e.T.)
- 1798: Orden der Heiligen Anna